# Walter Pandiani
Walter Gerardo Pandiani Urquiza (Montevideo, 1976. április 27. –) uruguayi labdarúgó, a svájci Lausanne-Sport csatára. 2007-ben ő lett az Európa-liga gólkirálya. Rendelkezik olasz állampolgársággal is.

## Pályafutása

### Klubcsapatokban
1995–1997 között a Progreso, 1997–98-ban a Basañez, 1998–2000 között a Peñarol labdarúgója volt. 2000–2005 között a spanyol Deportivo La Coruña játékosa volt. Közben, 2002–03-ban a Mallorca, 2005-ben az angol Birmingham City csapatában szerepelt kölcsönben. 2005–06-ban a Birmingham City igazolt játékosa volt. 2006 és 2013 között Spanyolországban játszott. 2006–07-ben az Espanyol, 2007–2011 között az Osasuna, 2011–12-ben ismét az Espanyol, 2012–13-ban a Villarreal, 2013-ban az Atlético Baleares labdarúgója volt. 2013–14-ben a Miramar Misiones játékosa volt. 2015–16-ban a svájci Lausanne-Sport csapatában fejezte be az aktív játékot.

### A válogatottban
2001 és 2004 között négy alkalommal szerepelt az uruguayi válogatottban.